# Florian Meyer
Florian Meyer (født 21. november 1968) er en tysk fodbolddommer. Han har dømt internationalt under det internationale fodboldforbund FIFA siden 2002, hvor han er indrangeret som elite category-dommer, der er det højeste niveau for internationale dommere. Han debuterede i den tyske Bundesliga i 1998.

## Kampe med danske hold
- Den 6. juni 2003: Kvalifikation til U21-EM 2004: Danmark U21 – Norge U21 2-0.
- Den 9. april 2004: Kvalifikation til VM i fodbold 2006 til VM 2006: Danmark – Ukraine 1-1.
- Den 9. august 2006: Kvalifikation til Champions League: Celtic – FC København 1-0.
- Den 21. oktober 2008: Gruppespillet i Champions League: Villarreal – AaB 6-3.
- Den 14. oktober 2009: Kvalifikation til VM i fodbold 2010 til VM 2010: Danmark – Ungarn 0-1.